# Frederick Hervey, 4. Earl of Bristol

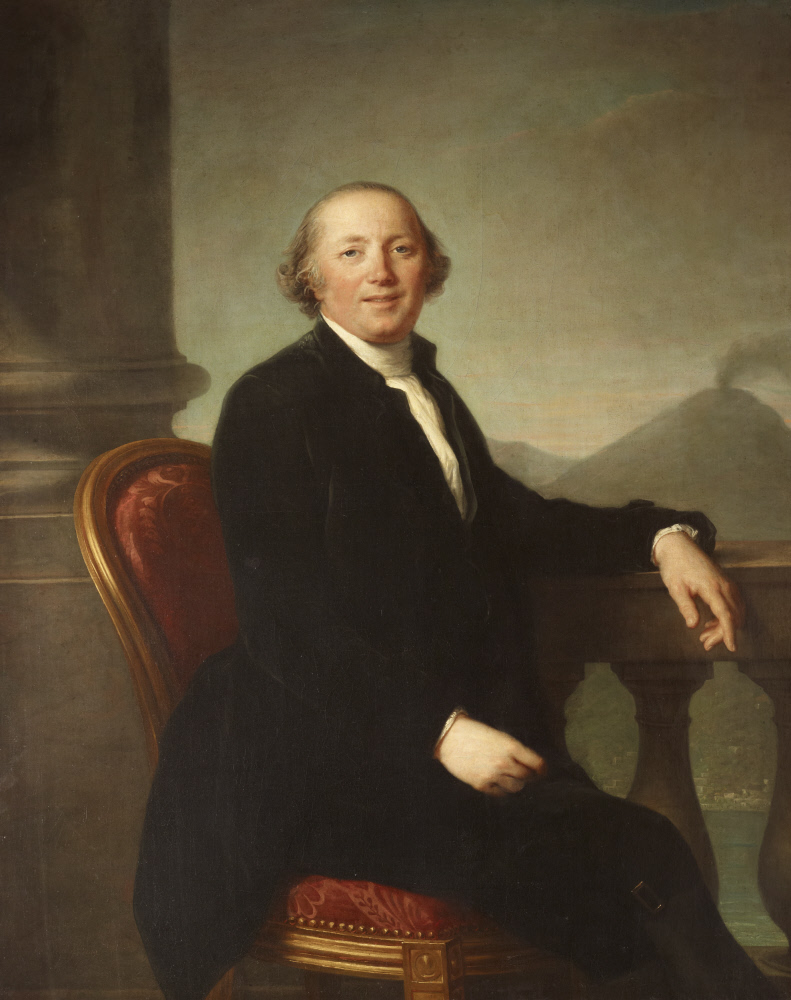
Élisabeth Vigée-Lebruns Porträt des Lords aus dem Jahr 1790 mit dem Vesuv im Hintergrund

Frederick Augustus Hervey, 4. Earl of Bristol (* 1. August 1730; † 8. Juli 1803 in Albano) war ein britischer Bischof, Kunstliebhaber und Exzentriker.

## Leben
Frederick Augustus Hervey war ein Sohn von John Hervey, 2. Baron Hervey. Er erhielt seine Ausbildung an der Westminster School und am Corpus Christi College in Cambridge. 1767 wurde er zum anglikanischen Bischof von Cloyne geweiht, ein Jahr später wurde er Bischof von Derry. 1779 wurde er als Nachfolger seines verstorbenen Bruders, des Admirals Augustus Hervey, 3. Earl of Bristol, 4. Earl of Bristol. Dies brachte ihm, zusätzlich zu seinen sonstigen Einkünften, eine Leibrente von 20.000 Pfund im Jahr ein. Im Jahr 1782 wurde er Fellow der Royal Society.

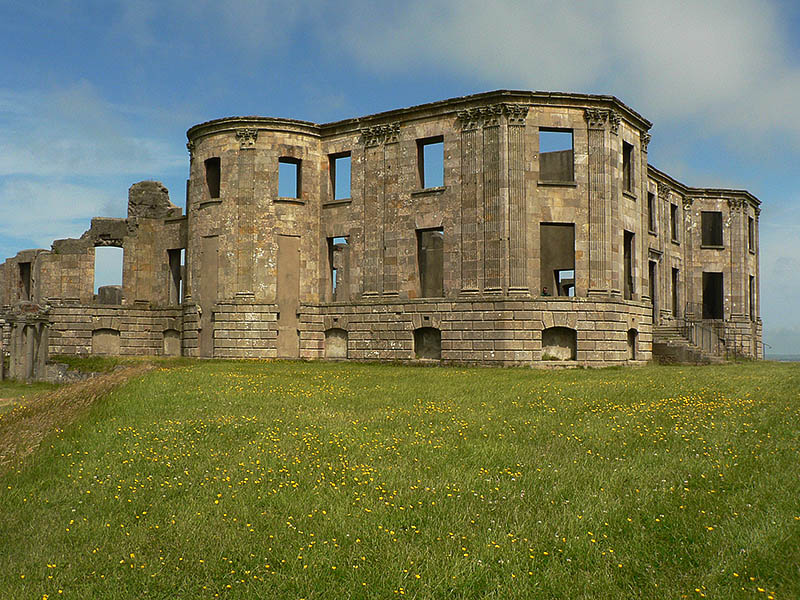
Downhill House

Der reise- und baufreudige Lord galt unter seinen Zeitgenossen als exzentrisch und verschwenderisch. Er ließ unter anderem von dem Architekten Charles Shanahan, eventuell nach Plänen von James Wyatt oder Charles Cameron, ein prunkvolles Haus in Downhill, Londonderry, errichten, das eine Bibliothek, eine Kunstsammlung und eine Kirchenorgel enthielt. 1851 wurde das Gebäude durch einen Brand schwer beschädigt, ein großer Teil der dort gesammelten Schätze wurde vernichtet. In den 1870er Jahren restauriert, wurde das Anwesen während des Zweiten Weltkriegs als Quartier der Royal Air Force genutzt und ist seit 1944 dem Verfall preisgegeben.

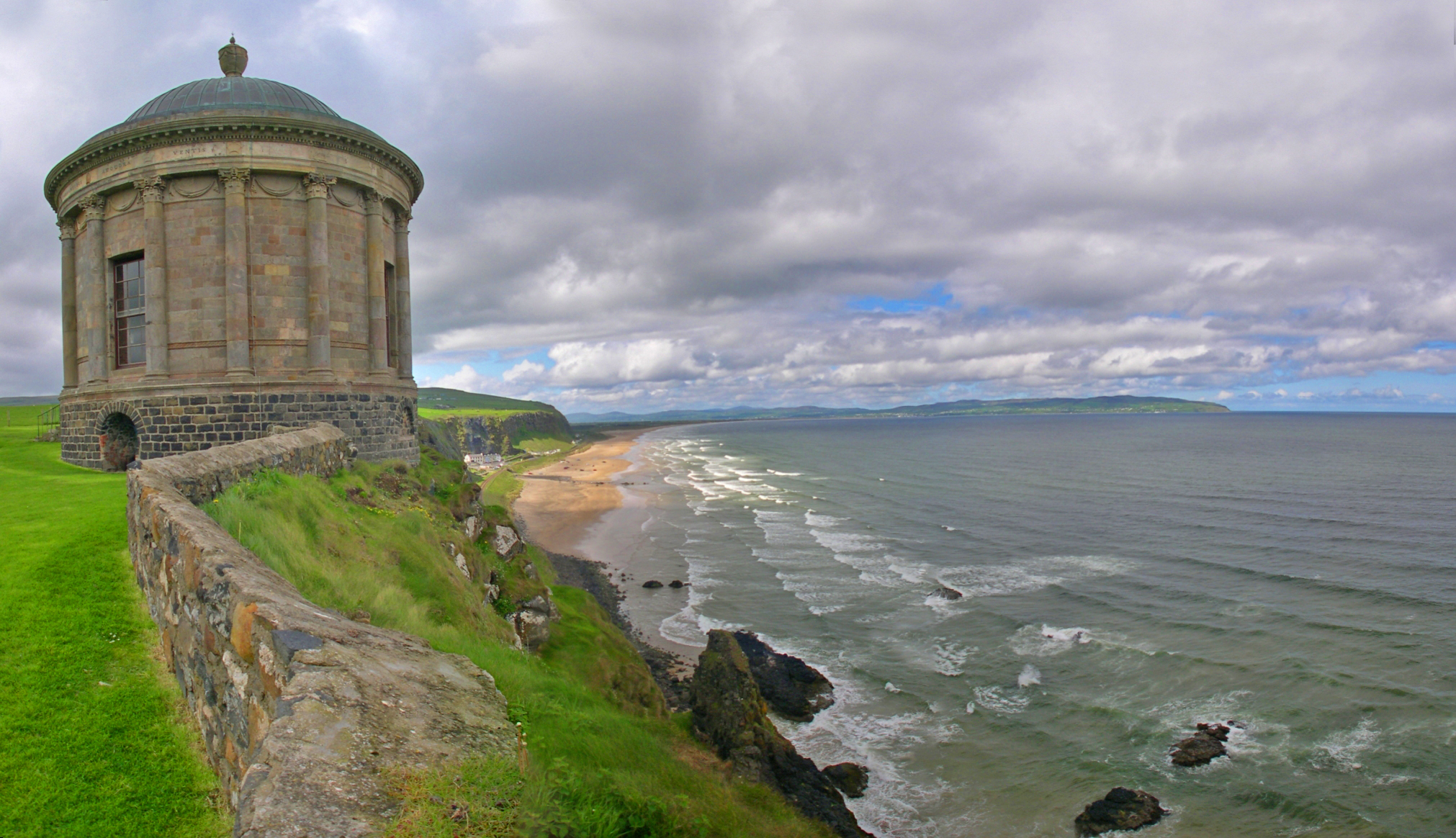
Mussenden Temple

Ferner ließ der Lord ein Mausoleum für seinen Bruder sowie den Mussenden-Tempel bauen, der einem Rundtempel in Tivoli nachgebildet und ebenfalls von Shanahan entworfen wurde. Eigentlich hatte der Lord das Original nach England versetzen wollen, dies hatte allerdings der Papst verhindert. Benannt ist das Bauwerk nach der Lieblingscousine des Earls, Lady Frideswide Mussenden. Der Fries um die Kuppel trägt eine Inschrift nach Lukrez: „It is pleasant to see from the safe shore / The pitching of ships and hear the storm´s roar.“ Nach dem Tod des Lords wurde darüber diskutiert, das Bauwerk zum Mausoleum umzugestalten, doch lehnte der Marquess of Londonderry es ab, ein Gebäude, das der Lustbarkeit gedient habe, zum Grab zu machen. Zu Lebzeiten hatte der Lord Mussenden Temple auch genutzt, um von dort aus Pferderennen der anglikanischen Priester seiner Diözese zu beobachten. Wer gewann, erhielt eine größere und lukrativere Gemeinde.
Lord Bristol hatte eine große Vorliebe für alles Runde. So ließ er sich von John Soane, den er in Rom traf, ein rundes Hundehaus und einen ovalen Speisesaal für Downhill bauen. In Ickworth House, dem Sitz der Familie, ließ er ein weiteres rundes Haus bauen, das heute die Überreste seiner Kunstsammlung enthält. Ebenso ließ er sich eine neoklassische Niederlassung in Ballyscullion von Shanahan errichten. Dieses Bauwerk blieb unvollendet und wurde 1813 wieder eingerissen.
Seine Reisen führten ihn über den europäischen Kontinent. Im Frühjahr 1771 besuchte er in der Begleitung des Naturwissenschaftlers Alberto Fortis Höhlen in Slowenien und Dalmatien, während seines Aufenthalts in Süditalien erstieg er den Vesuv. In Italien wurde er – entweder anlässlich der Eroberung Roms durch die Franzosen oder wegen des Verdachts auf Spionage – etliche Monate inhaftiert.

## Lord Bristol als Kunstsammler

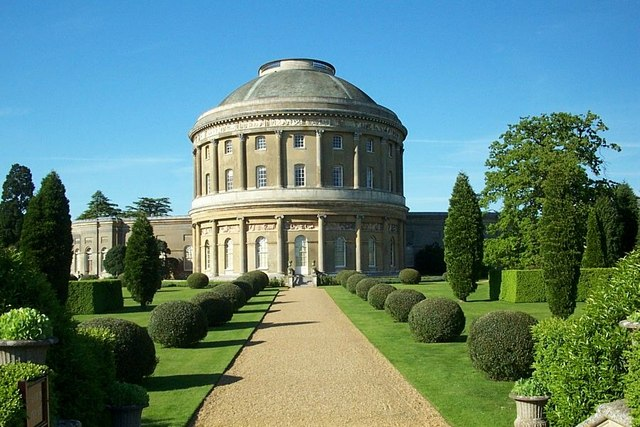
Ickworth House

Frederick Hervey, 4. Earl of Bristol, trug eine umfangreiche Kunstsammlung zusammen, die er jedoch großenteils durch Napoleons Eingreifen wieder verlor und später nur zum Teil wiederbeschaffen konnte. Eine besondere Vorliebe hatte er für Renaissancegemälde, darunter speziell für Werke der Manieristen. Seine Zeitgenossen konnten dem Geschmack des Earls offenbar zum Teil nichts abgewinnen; so schreibt etwa Johann Gottfried Seume: „Dieser Herr hat bei der Impertinenz des Reichtums die Marotte, den Kenner und Gönner in der Kunst zu machen und den Geschmack zu leiten, und zwar so unglücklich, daß seine Urteile in Italien hier und da bei Verständigen fast schon allein für Verdammung gelten.“
Die in einer Villa in Rom zusammengetragenen Kunstschätze sollten später am Stammsitz der Familie, in Ickworth, in der Rotunde untergebracht werden. Nach dem Beginn des italienischen Feldzugs 1797 unter Napoleon wurde im Folgejahr Rom eingenommen und die Kunstsammlung konfisziert. Viele Gemälde, die Lord Bristol einst zusammengetragen hat, befinden sich daher heute im Louvre.

## Lord Bristol als Politiker
Der Lord war ein Anhänger der Aufklärung und versuchte, gegen die in seinen Augen höchst unvernünftigen Zustände in Irland vorzugehen. Er ließ etwa Verkehrswege und Brücken bauen, unterstützte Arme und Verfolgte, setzte sich für die Abschaffung der Straf- und Diskriminierungsgesetze gegen Katholiken ein, trat gegen das ungerechte Steuersystem ein, nach dem auch Angehöriger anderer Konfessionen einen Kirchenzehnten zahlen mussten, und ließ es trotz seines Amtes als anglikanischer Bischof zu, dass unterhalb von Mussenden Temple auf dem Mount Stewart katholische Messen abgehalten wurden. Durch derartige Aktionen geriet er in den Ruf eines Aufrührers und Staatsfeindes. Vermutlich wurden die zahlreichen Skandalgeschichten über den Lord auch deshalb ausgiebig verbreitet, weil man dadurch seinen politischen Ruf zu schädigen versuchte.
In seinen letzten Lebensjahren litt der Earl unter schweren Gichtanfällen. Er starb unter jämmerlichen Umständen in Italien: Nach der Eroberung Roms durch die Franzosen und seiner Inhaftierung hatte er ein Haus in Florenz gemietet und viel Zeit auf Reisen in Italien verbracht. Auf der Straße nach Albano erlitt er einen Anfall seiner Gichtkrankheit und wurde in das Haus eines katholischen Grundbesitzers gebracht, der eigentlich den protestantischen Geistlichen gar nicht auf seinem Grundstück dulden wollte und weder ärztlichen noch geistlichen Beistand kommen ließ. Der Lord starb an Nierenversagen. Gemäß seinem letzten Willen wurde der Leichnam in seine Heimat überführt. Beigesetzt wurde er in Bury St Edmunds in Suffolk.
In Ickworth sammelte die Bevölkerung von Derry für ein Denkmal des Earls, in Bellarena wurde 2012 die Bishop Hervey Summer School gegründet; ein Gedicht in Crazy about Women von Paul Durcan bezieht sich auf sein Porträt mit Miss Mussenden.

## Familie und Affären

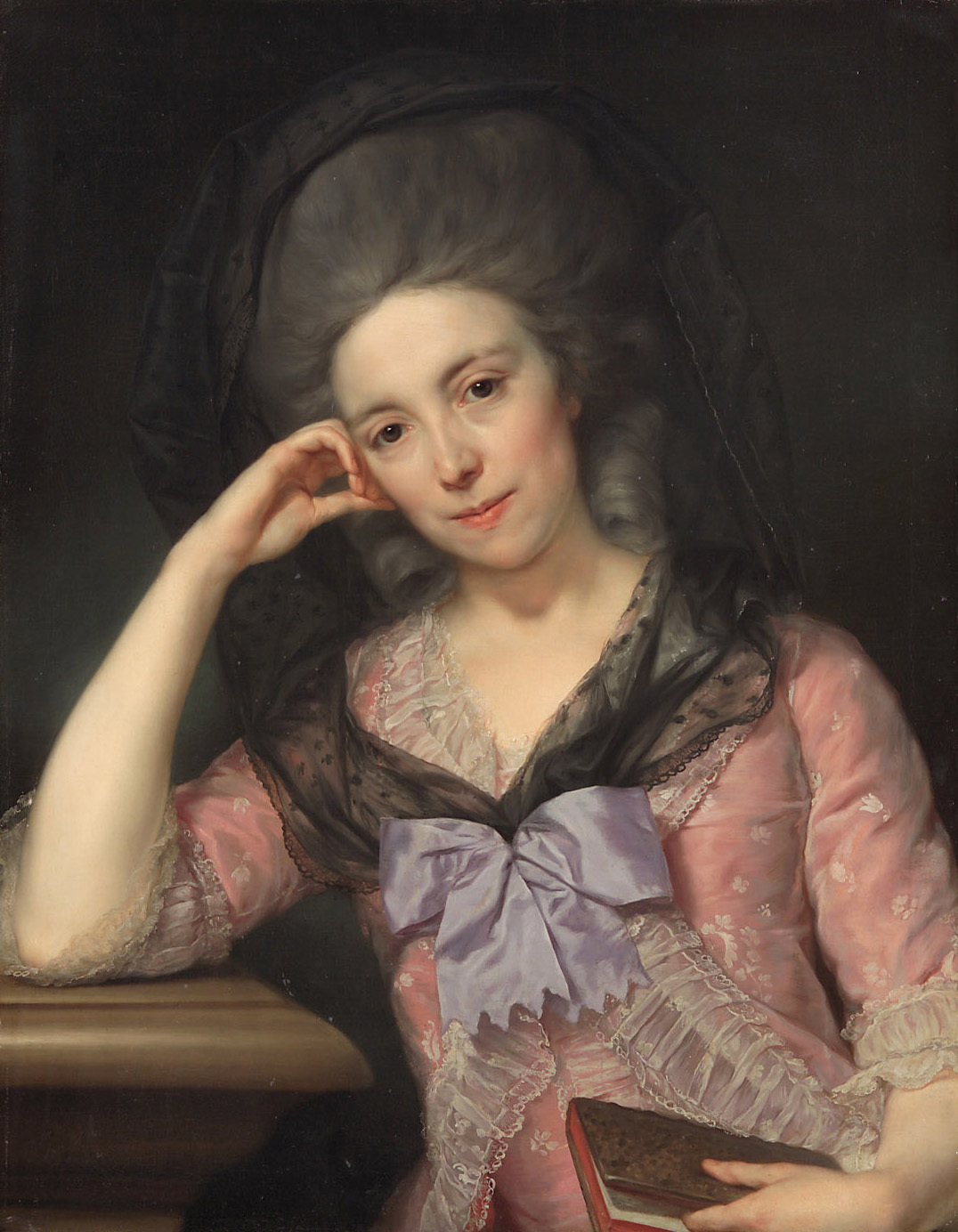
Die Ehefrau Elisabeth Hervey, 4. Marquioness of Bristol (* 1. Februar 1733; † 19. Dezember 1800)

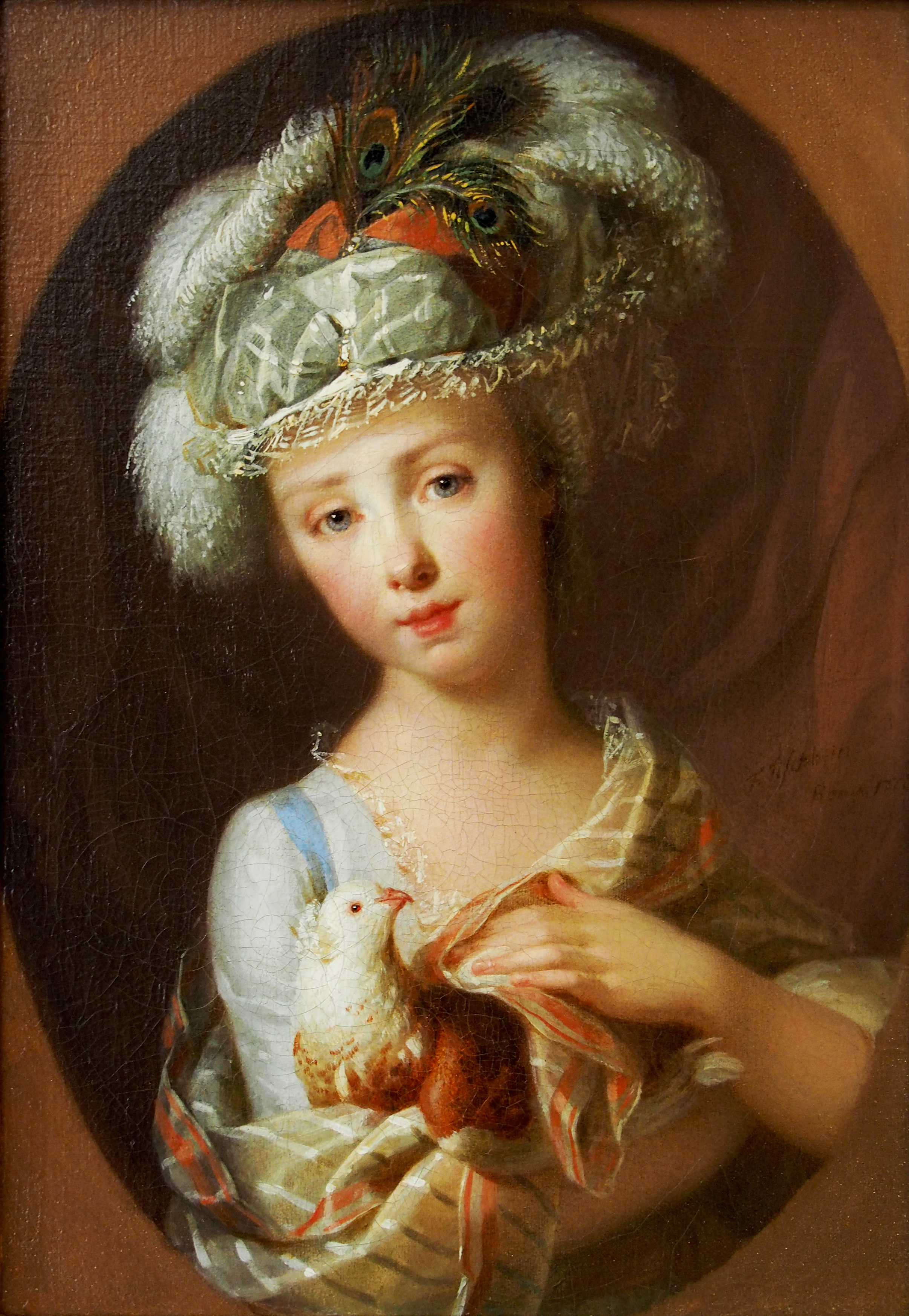
Eine Tochter Lady Louisa Hervey (1767–1821). Spätere Ehefrau von Robert Jenkinson, 2. Earl of Liverpool

Lord Bristol trennte sich von seiner Ehefrau Elizabeth Divers, die er im Alter von 22 Jahren geheiratet hatte und mit der er etliche Kinder bekam. Sie blieb in Ickworth zurück, während er die Welt bereiste. Seinen Sohn, der ihn beerbte, hielt er für einen Langweiler. Mit der Gräfin Lichtenau, der Mätresse Friedrich Wilhelms II. von Preußen, hatte er eine Affäre; Seume schrieb 1802, er lasse auch als alter Pfaffe „kein Mädchen ruhig.“ Auf seine sexuellen Aktivitäten sowie seine Vorliebe für Wein spielt auch die Karikatur von Lord Bristol, Bischof von Derry an, die der deutsche Maler Johann Christian Reinhart in Italien schuf, nachdem Lord Bristol ihn grob beleidigt hatte, und die Seume später publizierte. Zu seinen Liebschaften, die ihm den Spitznamen eines „englischen Casanova“ einbrachten, gehörte Emma Hamilton, die auch ein Verhältnis mit Admiral Lord Nelson hatte.

## Porträts
Es existieren zahlreiche Porträts von Lord Bristol. Élisabeth Vigée-Lebrun malte ihn 1789 in Rom und 1790 in Neapel, Angelika Kauffmann ebenfalls 1790 in Rom. Hugh Douglas Hamilton stellte ihn mit seiner Enkelin in Rom im Garten der Villa Borghese vor einem Altar, der sich heute im Louvre befindet, dar. Johann Christian Reinhart karikierte ihn als kentaurenartiges Mischwesen aus Mensch und Schwein.

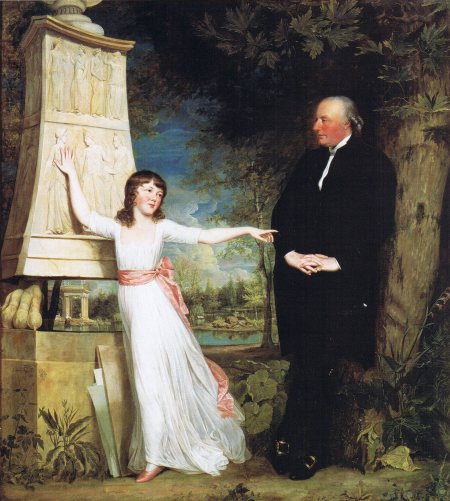
Hugh Douglas Hamilton, Frederick Hervey, Bishop of Derry and Fourth Earl of Bristol (1730 – 1803) with his Granddaughter Lady Caroline Crichton (1779-1856), in the Gardens of the Villa Borghese in Rome, Nationalgalerie Dublin
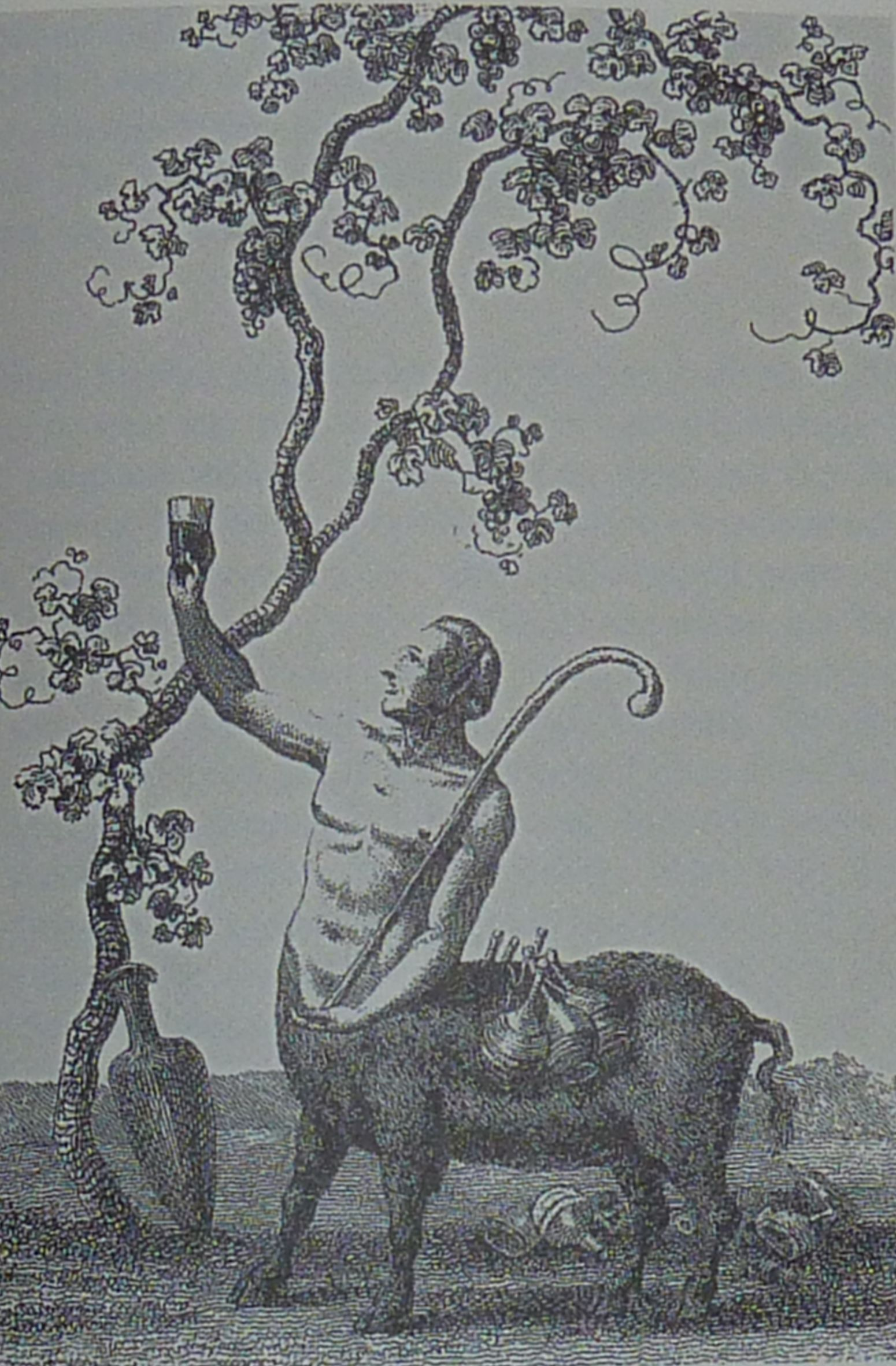
Reinharts Karikatur von 1802

## Hotel Bristol
„Ich zerbreche mir den Kopf darüber, wie gerade Bristol dazu kommt. Bristol ist doch am Ende nur ein Ort zweiten Ranges, aber Hotel Bristol ist immer prima“, wundert sich der alte Stechlin in Theodor Fontanes gleichnamigem Roman. Die Benennung geht indes nicht auf das Städtchen Bristol zurück, sondern auf den reisefreudigen reichen Lord Bristol, der in den zu seinen Ehren benannten Hotels abgestiegen war.